# گورستان روس‌ها
گورستان روس‌ها مربوط به دوره قاجار است و در شهرستان آستانه اشرفیه، بخش کیاشهر، بندر کیاشهر، خیابان امام خمینی واقع شده و این اثر در تاریخ ۲۶ دی ۱۳۸۶ با شمارهٔ ثبت ۲۰۶۰۹ به‌عنوان یکی از آثار ملی ایران به ثبت رسیده است.